# Being John Malkovich
Being John Malkovich (titulada Cómo ser John Malkovich en España y ¿Quieres ser John Malkovich? en América) es una película estadounidense de cine independiente de 1999 dirigida por Spike Jonze, en su debut cinematográfico, sobre un guion original escrito por Charlie Kaufman, quien también ofició su debut como guionista. Protagonizada por John Cusack, Cameron Diaz, Catherine Keener y John Malkovich, la película fue destacada por su particular argumento manejado con originalidad (la idea de la existencia de un extraño túnel que transporta, de forma literal, a la mente del famoso actor John Malkovich), siendo reconocida especialmente por la labor de Kaufman como autor. Being John Malkovich ganó numerosos premios de la crítica y obtuvo tres nominaciones a los Premios Óscar. La película fue nominada en tres categorías en la 72 edición de los Premios de la Academia: Mejor Director, Mejor Guion Original y Mejor Actriz de Reparto para Keener. La película ocupa el puesto 441 en la lista de las 500 mejores películas de todos los tiempos publicada por la revista Empire en 2008, mientras que la interpretación de Malkovich ocupa el puesto 90 en la lista de los «100 mejores personajes de cine de todos los tiempos» de Premiere.

## Argumento

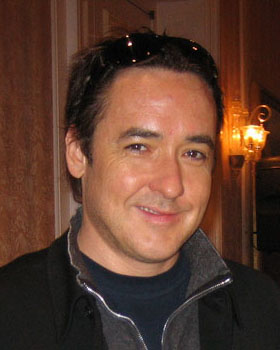
John Cusack, uno de los protagonistas del film.

Craig Schwartz (John Cusack) es un titiritero desempleado en la ciudad de Nueva York, en un matrimonio triste con su esposa obsesionada con las mascotas, Lotte (Cameron Diaz). Pronto, encuentra trabajo como archivero para el Dr. Lester (Orson Bean) en el séptimo piso y medio del edificio Mertin-Flemmer, que es un piso entre el séptimo y el octavo, donde el techo es muy bajo. Pronto desarrolla una atracción por su compañera de trabajo Maxine Lund (Catherine Keener), quien no le devuelve sus afectos. Mientras archiva, Craig descubre una pequeña puerta oculta. Se arrastra a través de un túnel y se encuentra dentro de la mente del actor John Malkovich. Después de unos 15 minutos, Craig es expulsado y aterriza al costado de la autopista de peaje de Nueva Jersey. Él le dice a Maxine sobre la puerta, y ella se da cuenta de que pueden vender la experiencia con fines de lucro.
Lotte entra al portal y se obsesiona cuando la experiencia despierta sus deseos transgénero. Ella y Craig visitan la casa del Dr. Lester, donde Lotte encuentra una habitación llena de recuerdos de John Malkovich. Maxine arregla una cita con Malkovich mientras él está habitado por Lotte, quien se enamora de Maxine. Ella corresponde, y tiene relaciones sexuales con Malkovich mientras Lotte está en su mente. Craig, abandonado por ambas mujeres, encierra a Lotte en una jaula y la obliga a establecer otra cita con Maxine. Allí, en su lugar, entra en Malkovich, y descubre que sus habilidades de titiritero le permiten cierto control sobre el actor.
Molesto por perder el control de sí mismo, Malkovich consulta con su amigo Charlie Sheen y sospecha de Maxine. Él la sigue a la oficina, donde ella y Craig cobran a los clientes por "ser John Malkovich por 15 minutos". Al ingresar al portal, Malkovich se encuentra en un mundo donde todos se parecen a él y solo dicen "Malkovich". John es expulsado y exige a Craig que deje de usar el portal, pero Craig se niega. Lotte es liberada por su chimpancé mascota y le advierte a Maxine que Craig está habitando Malkovich, pero Maxine se siente más atraída por la capacidad de Craig para controlarlo.
Lotte se enfrenta al Dr. Lester, quien revela que él es el Capitán Mertin; después de descubrir el portal hace noventa años, erigió el edificio para ocultarlo. Obtuvo la inmortalidad al pasar de un cuerpo a otro, cada cuerpo se vuelve "maduro" en el cumpleaños número 44 del anfitrión, lo que le permite tomar posesión. Si entrara en el portal después de la medianoche de ese día, estaría atrapado en el próximo recipiente recién nacido, indefenso dentro de la mente del nuevo anfitrión. Lester y un grupo de amigos planean ocupar Malkovich una vez que cumpla 44 años, y Lotte les advierte que Craig ha tomado el control.
Craig descubre que es capaz de ocupar Malkovich indefinidamente. Habitándolo durante los próximos ocho meses, convierte a Malkovich en un titiritero de clase mundial y se casa con Maxine, que queda embarazada. En el cumpleaños número 44 de Malkovich, Lester y Lotte secuestran a Maxine. Llaman para exigir que Craig se vaya de Malkovich, amenazando con matar a Maxine, pero él cuelga. En su desesperación, Lotte intenta dispararle a Maxine, quien escapa al portal. Lotte la persigue a través del subconsciente avergonzado de Malkovich antes de que ambas sean expulsados. Maxine confiesa que mantuvo a su hijo por nacer porque fue concebido mientras Lotte estaba en la mente de Malkovich, y las mujeres consolidan su amor mutuo.
Craig, creyendo que Maxine todavía está en peligro, deja la mente de Malkovich, permitiendo que Lester y sus amigos entren. Al descubrir que Maxine lo ha descartado por Lotte, un vengativo Craig vuelve a entrar en el portal para recuperar la mente de Malkovich, pero la puerta ha pasado, dejándolo atrapado en la mente de una niña recién nacida. Siete años después, un anciano Malkovich, ahora una mente colmena, le cuenta a Sheen su plan para extender sus vidas a través del portal, que ahora lleva a la mente de Emily, la hija de Maxine, en quien Craig está permanentemente atrapado, obligado a mirar cómo Lotte y Maxine viven felices juntas.

## Reparto
| Actor/Actriz     | Personaje              |
| John Cusack      | Craig Schwartz         |
| Cameron Diaz     | Lotte Schwartz         |
| John Malkovich   | John Horatio Malkovich |
| Catherine Keener | Maxine Lund            |
| Orson Bean       | Dr. Lester             |
| Mary Kay Place   | Floris                 |
| Ned Bellamy      | Derek Mantini          |

Cameos: Octavia Spencer mujer en el ascensor. Spike Jonze hace un cameo como ayudante de Derek Mantini. Charlie Sheen aparece como amigo de John Malkovich. Sean Penn se interpreta a sí mismo como admirador del trabajo de Malkovich como titiritero, David Fincher hace de periodista hablando sobre Malkovich y Brad Pitt aparece un instante; los tres durante el documental sobre Malkovich. Winona Ryder, Andy Dick y los integrantes de Hanson se encuentran entre el público del espectáculo de marionetas de Malkovich.

## Producción
La idea de Kaufman de Being John Malkovich se originó simplemente como «una historia sobre un hombre que se enamora de alguien que no es su mujer». Poco a poco fue añadiendo a la historia otros elementos que le parecían divertidos, como la planta 7+1⁄2 del edificio Mertin Flemmer; entre sus primeras ideas, Malkovich «no aparecía por ninguna parte». Escribió el guion de forma especulativa en 1994 y, aunque fue leído ampliamente por ejecutivos de productoras y estudios de cine, todos lo rechazaron. Con la esperanza de encontrar un productor, Kaufman envió el guion a Francis Ford Coppola, quien se lo pasó al entonces novio de su hija, Spike Jonze.
Jonze leyó el guion por primera vez en 1996 y aceptó dirigir la película en 1997. Jonze llevó el guion a Propaganda Films, que aceptó producir la película en colaboración con la productora Single Cell Pictures. Los productores de Single Cell, Michael Stipe y Sandy Stern, presentaron la película a numerosos estudios, entre ellos New Line Cinema, que abandonó el proyecto después de que su presidente, Robert Shaye, preguntara: «¿Por qué coño no puede ser Being Tom Cruise? ." Jonze recordó que Malkovich le había hecho la misma pregunta, y que Malkovich había pensado: “O la película es una bomba y tiene no sólo mi nombre sobre el título, sino mi nombre en el título, así que estoy jodido en ese sentido; o sale bien y me asocian para siempre con este personaje”. Jonze explicó en la misma entrevista que no se había dado cuenta de lo valiente que era la interpretación de Malkovich.
Con un presupuesto de 10 millones de dólares, la fotografía principal de Being John Malkovich comenzó el 20 de julio de 1998 y continuó hasta agosto. El rodaje tuvo lugar principalmente en Los Ángeles; algunas localizaciones específicas fueron el campus de la Universidad del Sur de California y el Observation Bar a bordo del RMS Queen Mary.
Las marionetas fueron creadas por Kamela Portuges-Robbins e Images in Motion. Phillip Huber animó las marionetas. Sobre las marionetas de Huber, Jonze ha dicho que era titiritero a tiempo completo y que controlaba sus marionetas con medios impresionantes, como el uso de hilos y no varillas para controlarlas, así como balancear las marionetas en cables altos.

## Banda sonora
Being John Malkovich es la banda sonora de la película homónima. La banda sonora salió al mercado en diciembre de 1999 a través de Astralwerks.
El álbum contiene 21 canciones, en las que participan la cantante y compositora islandesa Björk con la canción Amphibian remezclada por Mark Bell. La canción Bartoks Allegro es interpretada por la Cleveland Symphonie Orchestra.

## Premios y nominaciones
Premios Óscar
| Año  | Categoría               | Receptor         | Resultado |
| ---- | ----------------------- | ---------------- | --------- |
| 1999 | Mejor Director          | Spike Jonze      | Nominado  |
| 1999 | Mejor Actriz de Reparto | Catherine Keener | Nominada  |
| 1999 | Mejor Guion Original    | Charlie Kaufman  | Nominado  |

Globos de Oro
| Año  | Categoría                          | Receptor         | Resultado |
| ---- | ---------------------------------- | ---------------- | --------- |
| 1999 | Mejor película - Comedia o Musical |                  | Nominada  |
| 1999 | Mejor actriz de reparto            | Cameron Diaz     | Nominada  |
| 1999 | Mejor actriz de reparto            | Catherine Keener | Nominada  |
| 1999 | Mejor guion                        | Charlie Kaufman  | Nominado  |

Premios del Sindicato de Actores
| Año  | Categoría               | Receptor         | Resultado |
| ---- | ----------------------- | ---------------- | --------- |
| 1999 | Mejor actriz de reparto | Cameron Diaz     | Nominada  |
| 1999 | Mejor actriz de reparto | Catherine Keener | Nominada  |
| 1999 | Mejor reparto           |                  | Nominada  |

Premios BAFTA
| Año  | Categoría               | Persona         | Resultado |
| ---- | ----------------------- | --------------- | --------- |
| 1999 | Mejor actriz de reparto | Cameron Diaz    | Nominada  |
| 1999 | Mejor guion original    | Charlie Kaufman | Ganador   |
| 1999 | Mejor montaje           | Eric Zumbrunnen | Nominado  |

Independent Spirit Awards
| Año  | Categoría                  | Persona         | Resultado |
| ---- | -------------------------- | --------------- | --------- |
| 1999 | Mejor actor                | John Cusack     | Nominado  |
| 1999 | Mejor ópera prima          | Spike Jonze     | Ganador   |
| 1999 | Mejor guion de ópera prima | Charlie Kaufman | Ganador   |